# キリストの洗礼 (ティントレット、サン・シルヴェストロ教会)
『キリストの洗礼』（キリストのせんれい、伊: Il Battesimo di Cristo, 英: The Baptism of Christ）は、ルネサンス期のイタリアのヴェネツィア派の巨匠ティントレットが1580年頃に制作した絵画である。油彩。『新約聖書』の福音書で言及されているヨルダン川でのイエス・キリストの洗礼を主題としている。多く知られるティントレットあるいは工房による同主題を扱った作品の1つで、艀船頭の同業者組合であるデッラルテ・デイ・ペアテリ同信会（Scuola dell’Arte dei Peateri）の発注により、ヴェネツィアのサン・シルヴェストロ教会の祭壇画として制作された。現在も同教会に所蔵されている。また大部分または全体がティントレットの工房ないしドメニコ・ティントレットによるヴァリアントがオハイオ州のクリーブランド美術館、マドリードのプラド美術館、ヴェローナのサン・ジョルジョ・イン・ブライダ教会、ムラーノ島のサン・ピエトロ・マルティーレ教会に所蔵されている。

## 主題

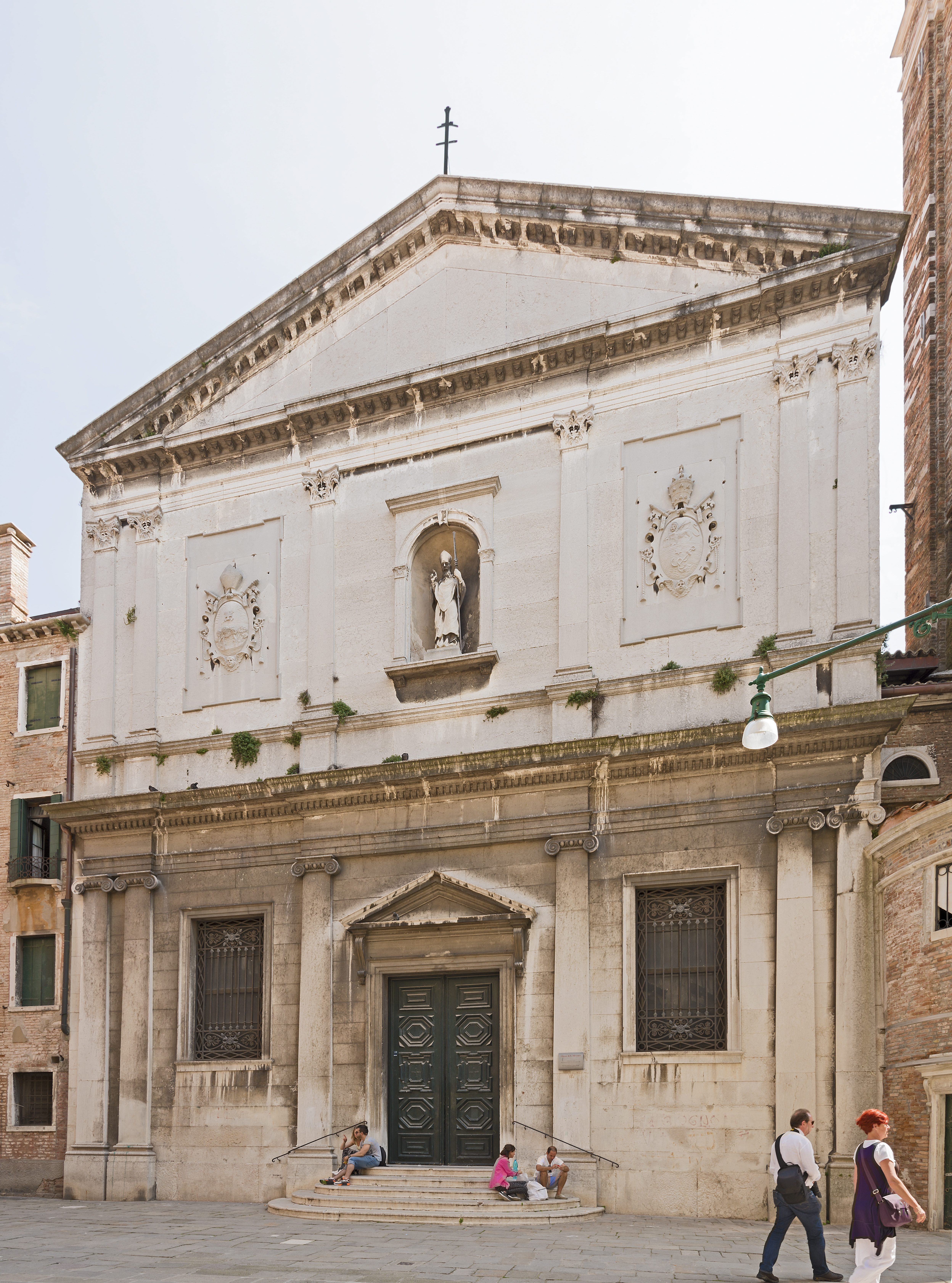
サン・シルヴェストロ教会のファサード。

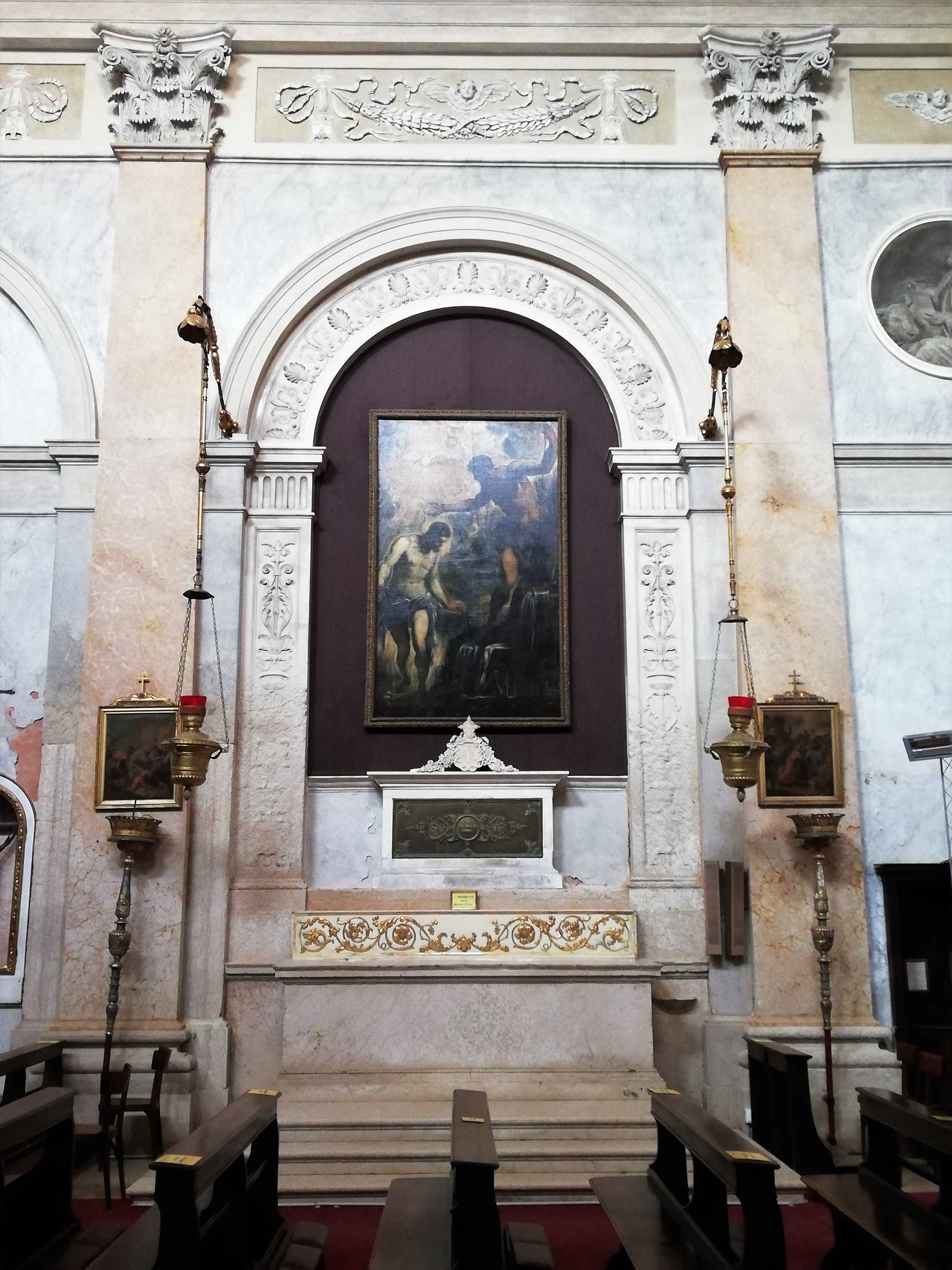
祭壇に設置された絵画。

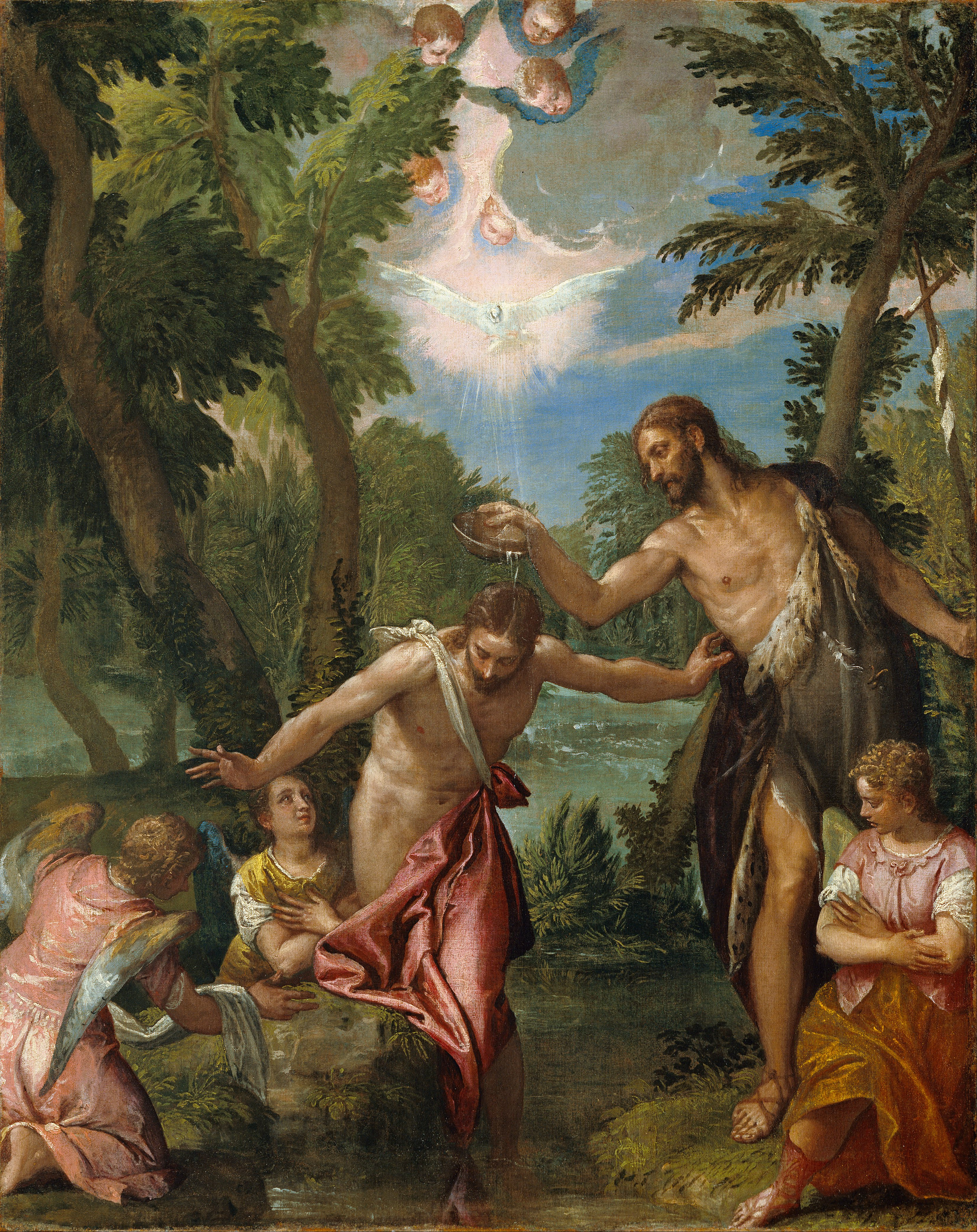
パオロ・ヴェロネーゼの『キリストの洗礼』。キリストと洗礼者ヨハネのポーズは本作品に触発されていることが指摘されている。1580年から1588年頃。J・ポール・ゲティ美術館所蔵。

イエス・キリストの洗礼は『新約聖書』「マタイによる福音書」3章、「マルコによる福音書」1章、「ルカによる福音書」3章、「ヨハネによる福音書」1章で言及されている。それによると、洗礼者ヨハネはラクダの毛皮を身にまとって荒野で暮らし、イスラエル全土から訪れた人々に洗礼を行った。のちにイエスが洗礼を受けに訪れると、洗礼者ヨハネは自分のほうがイエスから洗礼を受けたいと言ったが、イエスに乞われたため彼に洗礼を行った。洗礼を受けると、イエスは天が割れて鳩の姿をした聖霊が自身の上に舞い降りるのを見、天から「これはわたしの愛する子であり、わたしの心に適う者である」という声が響くのを聞いた。

## 作品
ティントレットはヨルダン川でキリストに洗礼を行う洗礼者ヨハネを描いている。ヨルダン川の流れの中にいるキリストに対し、洗礼者ヨハネは左手に十字の杖を持って川岸の上に立ち、一段高い場所から首を垂れるイエスの頭部に洗礼の水を注いでいる。キリストの頭上では天空の雲が開き、鳩の形をした聖霊が3体のケルビムとともに降臨している。洗礼者ヨハネの前景には階段状の岩があり、その上を水が流れ落ちている。背後の風景は暗示的である。ヨルダン川の流れはヴェネツィアのラグーンを彷彿とさせるため、顧客であった同信会のメンバーに重要な意味を持っていたであろう。
キリストと洗礼者ヨハネの配置は、通常の洗礼の描写とは大きく異なっている。そこではキリストと洗礼者ヨハネは並んで立っているが、ティントレットは洗礼者ヨハネをより高い位置に配置することで、キリストの謙虚さを表現しており、同時にキリストの頭に水を注ぐ洗礼者ヨハネの身振りを優雅に描いている。ティントレットはキリストの身体を明るい光で照らし、洗礼者ヨハネの身体の多くを影で覆うことで、明暗のコントラストを巧みに使用している。
本作品からは、ヴェネツィア派の強力なライバルに対して常に競争心を燃やしていたティントレットが、彼らの作風を模倣したことがうかがえる。キリストと洗礼者ヨハネの両腕はパオロ・ヴェロネーゼの雄弁な身振りと、静謐な雰囲気と撫でるような筆致はティツィアーノ・ヴェチェッリオの晩年の作品と似ている。これに対して、キリストおよび洗礼者ヨハネの逞しい身体と、謙虚さを組み合わせた作風はティントレットに特有のものである。
この作品は逆にライバルの同主題の絵画に影響を与えたようである。1580年代のヴェロネーゼの作品は、ティントレットのキリストと洗礼者ヨハネのポーズに触発されていることが指摘されている。

## 来歴
1836年から1843年にかけて教会の内装が改装されていた際に19世紀の祭壇に合わせて画面が拡張された。1937年に修復された際に元のサイズに戻された。2003年から2004年にかけてセーブ・ヴェネツィアによって修復され、黒く変色したワニスを除去して塗り直された。その結果、損傷していたために古い修復で覆い隠された3体のケルビムが聖霊の上部に現れた。
2018年から2019年にかけて、祭壇画はティントレット生誕500周年を記念してヴェネツィアのドゥカーレ宮殿とワシントンD.C.のナショナル・ギャラリー・オブ・アートで開催された展覧会「ティントレット　ルネサンス期ヴェネツィアの芸術家」（Tintoretto: Artist of Renaissance Venice）で展示された。

## ヴァリアント
工房によるいくつかのヴァリアントが知られており、その中でも特にクリーブランド美術館とプラド美術館のバージョンは本作品のほぼ複製となっている。クリーブランド美術館のバージョンは画面が横長に拡張され、画面左に2人、画面右に1人の天使が追加されているほか、画面右端前景に水瓶を持つ河神の彫像が追加され、その水瓶から水が流れ出ている。1738年にツェルのシューレンベルク伯爵（Count Schulenberg of Zell）のコレクションに最初に記録され、1775年にロンドンのクリスティーズでチェスター司教ウィリアム・マーカムに売却された。絵画は彼の子孫に相続されていたが、1923年に売却され、その後、投資銀行家のアーサー・サックス（Arthur Sachs）の手に渡った。1950年、クリーブランド美術館はジャックス・セリグマン＆カンパニーを通じて購入した。プラド美術館のバージョンはもともと17世紀にヴェネツィアの書記官長レオナルド・オットボーニ（Leonardo Ottoboni）が所有した作品で、その後スペイン王室のコレクションに加わった。1818年にアランフエス王宮で記録されている。かつてはティントレットの作品と考えられていたが、現在は息子ドメニコ・ティントレットの作品と考えられている。

## 備考
- ティントレットはサン・シルヴェストロ教会のために『ゲツセマネの祈り』（Orazione nell'orto）も制作したが、こちらは1862年にイギリスの旅行家、考古学者、美術史家、美術収集家オースティン・ヘンリー・レヤード卿に売却され、イギリスに持ち込まれたが、1884年に火災で焼失した[2]。

## ギャラリー
ヴァリアントおよび別バージョン

ティントレットの工房『キリストの洗礼』1580年代 クリーブランド美術館所蔵
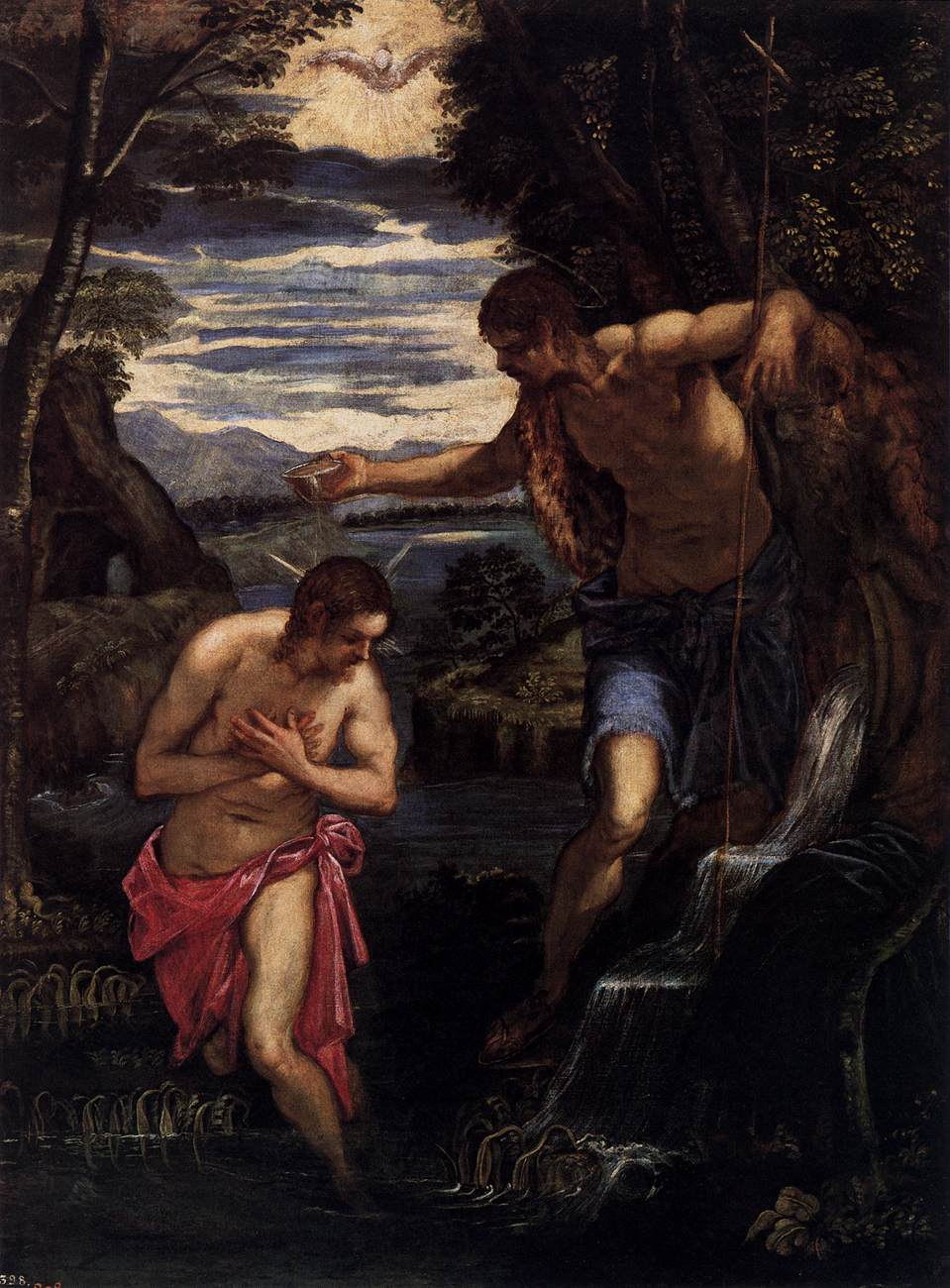
ドメニコ・ティントレット（英語版）『キリストの洗礼』1585年頃 プラド美術館所蔵

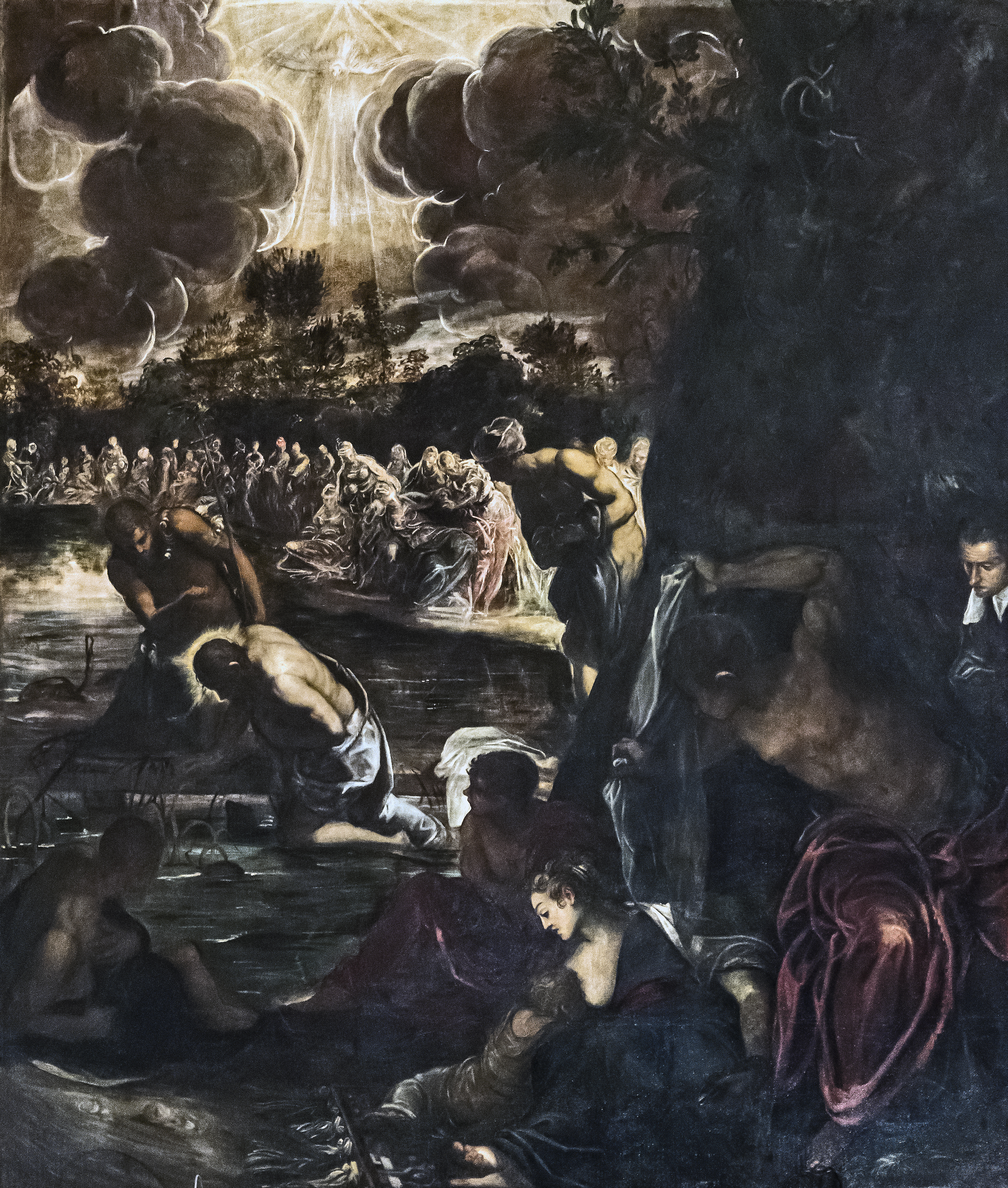
1578年から1581年の間 サン・ロッコ大同信会所蔵
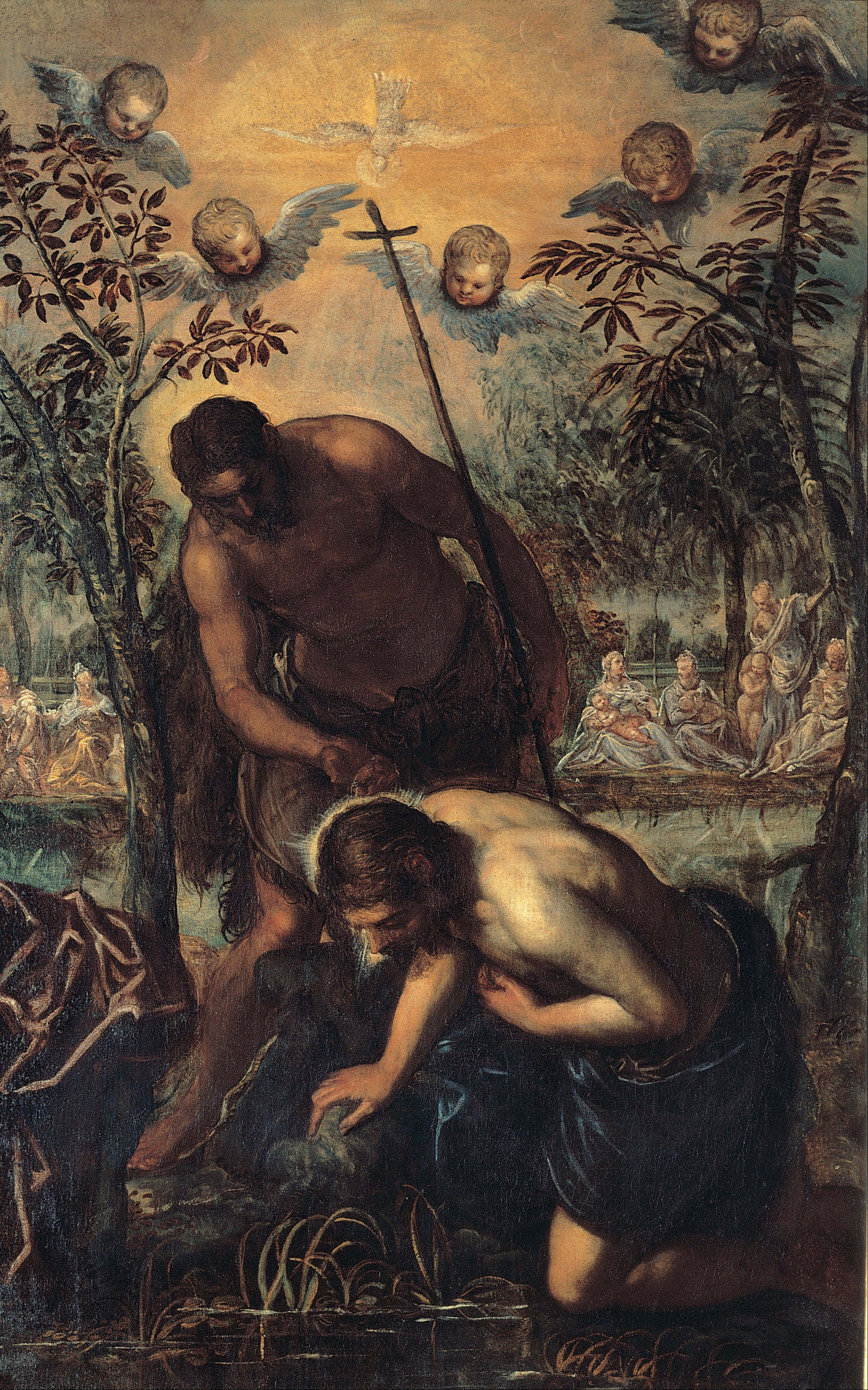
1585年 カピトリーノ美術館所蔵
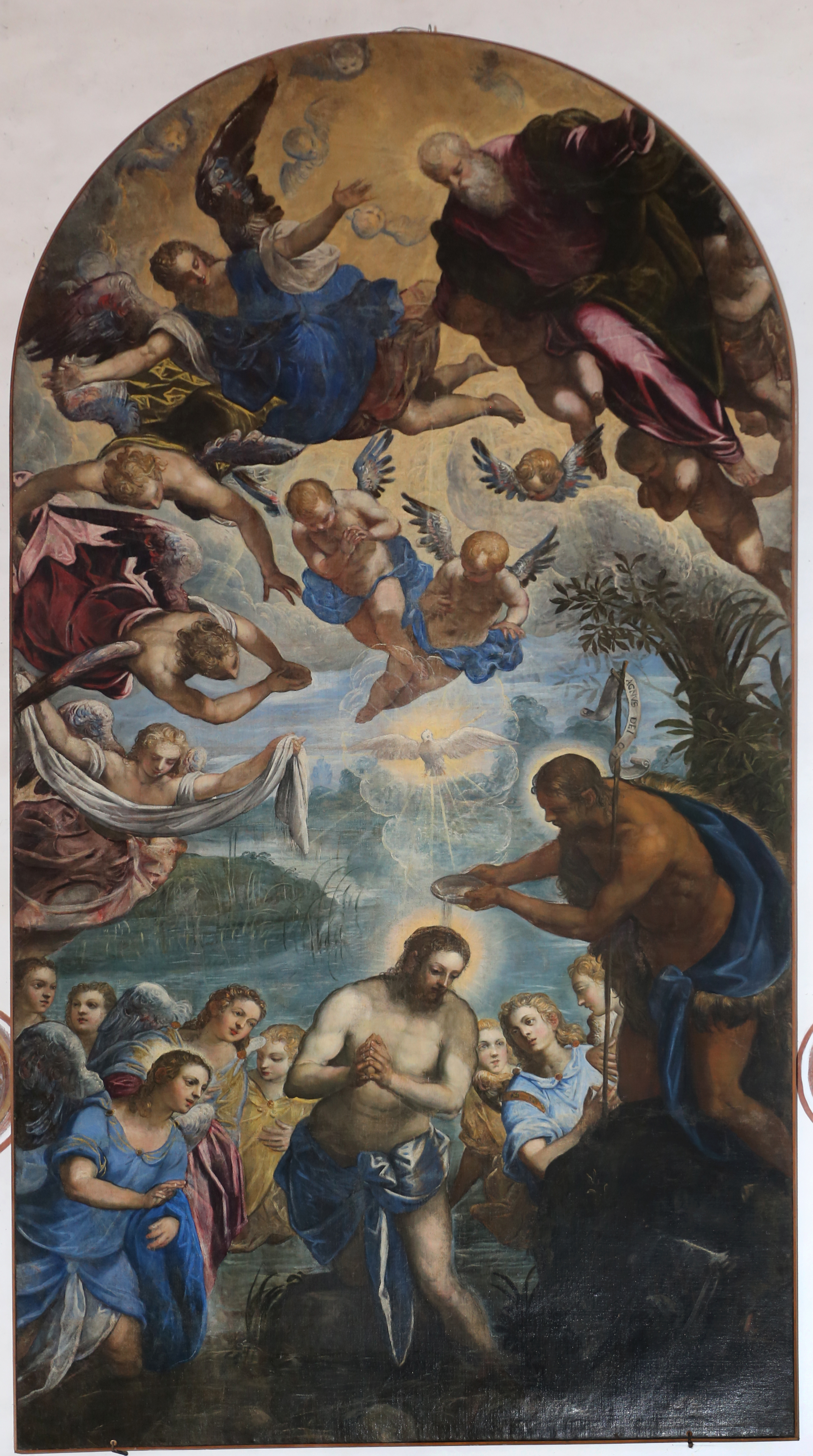
サン・ピエトロ・マルティーレ教会（英語版）所蔵